# حوكمة الشركات

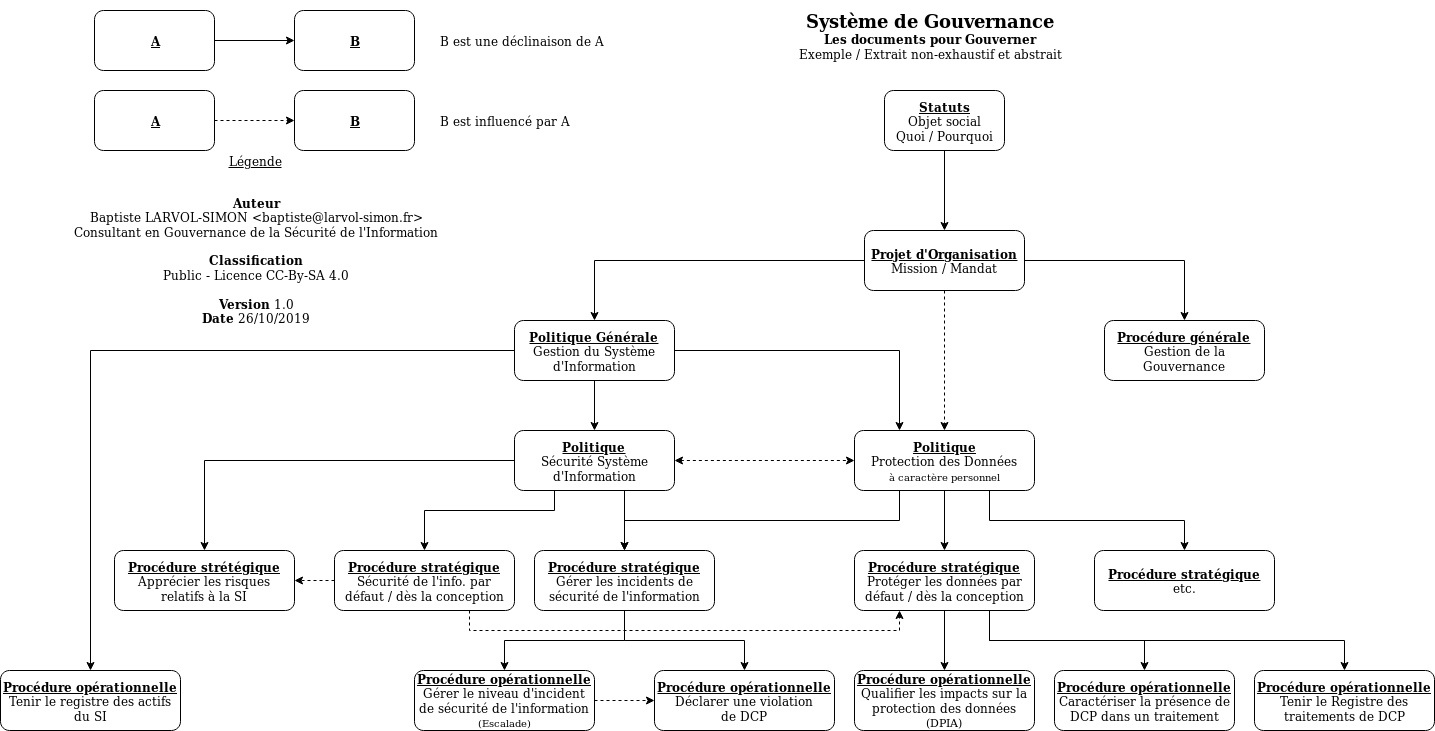

حوكمة الشركات هي القوانين والمعايير التي تحدد العلاقة بين إدارة الشركة من ناحية وحملة الأسهم وأصحاب المصالح أو الأطراف المرتبطة بالشركة (حملة السندات، العمال، الموردين، الدائنين، المستهلكين) من ناحية أخرى، وتشمل حوكمة الشركات العلاقات بين المصالح المختلفة والأهداف وإدارة الشركة. أصحاب المصالح الأخرى تشمل العمال (الموظفين)، والعملاء والدائنين (مثل المصارف، وحاملي السندات)، والموردين، والمنظمين، والمجتمع بأسره. وفي الشركات غير الهادفة للربح أو المنظمات الأخرى عضوية المساهمين "" يعني «أعضاء» في النص أدناه (إن وجد).
وحوكمة الشركات هو موضوع متعدد الأوجه. والموضوع الهام في حوكمة الشركات هو ضمان المساءلة من بعض الأفراد في المنظمة من خلال الآليات التي تحاول تقليل أو القضاء على المشكلة الرئيسية للعامل. والخيط ذا الصلة ولكن المنفصل من المناقشات يركز على أثر وجود نظام لحوكمة الشركات في تحقيق الكفاءة الاقتصادية، مع تركيز قوي على رفاهية المساهمين. ولا تزال هناك جوانب أخرى لموضوع حوكمة الشركات، مثل رأي أصحاب المصلحة ونماذج إدارة الشركات في جميع أنحاء العالم (انظر القسم 9 أدناه).
وهناك اهتمام متجدد في ممارسات حوكمة الشركات من الشركات الحديثة منذ عام 2001، لا سيما بسبب انهيار عدد من الشركات الاميركية الكبرى مثل شركة انرون وورلد كوم المحدودة. وفي عام 2002، قامت الحكومة الفيدرالية الأمريكية بتمرير قانون ساربانيس أوكسلي SarbanEs-OxLEy، لاستعادة ثقة الجمهور في إدارة الشركات.

## التعريف
ويعرف الكاتب "GabriELLE O'Donovan" «حوكمة الشركات»، بأنها 'السياسات الداخلية التي تشمل النظام والعمليات والأشخاص، والتي تخدم احتياجات المساهمين وأصحاب المصلحة الآخرين، من خلال توجيه ومراقبة أنشطة إدارة الأعمال الجيدة مع، الموضوعية والمساءلة والنزاهة. فالإدارة السليمة للشركات تعتمد على التزام السوق الخارجية والتشريعات، بالإضافة إلى ثقافة صحية تشمل ضمانات للسياسات والعمليات '.
ويكمل أودونوفان ان 'النوعية الملحوظة في إدارة الشركات يمكن أن تؤثر على سعر السهم، فضلا عن التكلفة اللازمة لزيادة رأس المال. والجودة هي التي تحددها الأسواق المالية والتشريعات وغيرها من قوى السوق الخارجية بالإضافة إلى كيفية تنفيذ السياسات والعمليات، وكيفية قيادة الناس. والقوى الخارجية هي، إلى حد كبير، خارجة عن دائرة السيطرة على أي إدارة. اما البيئة الداخلية فهي مسألة مختلفة تماما، فعروض الشركات فرصة لتمييزها عن المنافسين من خلال ثقافتها الإدارية. وحتى الآن، هناك الكثير من النقاش حول حوكمة الشركات ويتركز على السياسة التشريعية، لردع الأنشطة الاحتيالية وسياسة الشفافية التي تضلل المديرين التنفيذيين لعلاج الأعراض وليس الأسباب.
وهو نظام لتنظيم وتشغيل والسيطرة على الشركة بهدف تحقيق الأهداف الاستراتيجية طويلة الأجل لإرضاء المساهمين والدائنين والعاملين والعملاء والموردين، والامتثال للمتطلبات القانونية والتنظيمية، فضلا عن الوفاء بالمتطلبات البيئية المحلية واحتياجات المجتمع.
وفي تقرير من SEBI جنة (الهند) على حوكمة الشركات يعرف حوكمة الشركات بأنه القبول من جانب الإدارة لحقوقه غير القابلة للمساهمين والمالكين الحقيقيين للشركة وبدورهم كأمناء نيابة عن المساهمين. فهو يقع في الالتزام بالقيم، عن القيام بأعمالهم والأخلاقية عن أي تمييز بين الأموال الشخصية والشركات في إدارة الشركة. " والتعريف مستمد من مبدأ غاندي للوصاية، والمبادئ التوجيهية للدستور الهندي. ويعتبر حوكمة الشركات من الأخلاق وهو واجب أخلاقي.

## التاريخ
في القرن التاسع عشر، ساهمت قوانين المؤسسة الحكومية في تعزيز حقوق مجالس إدارات الشركات في أن تحكم دون موافقة اجماعية من المساهمين في مقابل الحصول على مزايا قانونية مثل حقوق التقييم، لجعل حوكمة الشركات أكثر كفاءة. ومنذ ذلك الوقت، ولأن معظم الشركات الكبيرة للتداول العام في الولايات المتحدة قد أدرجت تحت إدارة الشركات القانون، ولأن الولايات المتحدة تحول ثروة بشكل متزايد إلى أوراق مالية في كيانات الشركات والمؤسسات المختلفة، وحقوق المساهمين وأصحاب الفردية على نحو متزايد تبدد. وأدت مخاوف من المساهمين على دفع الإدارة وخسائر الأسهم دوريا إلى مزيد من الدعوات المتكررة لإجراء إصلاحات وحوكمة الشركات.
وفي القرن 20th في الفترة التي أعقبت مباشرة وول ستريت عام 1929 فكر علماء القانون مثل [[أدولف أوغسطس BErLE]]، ادوين دود، وجيم غاردينر في وسائل لدور متغير لشركة حديثة في المجتمع. BErLE وسائل 'دراسة«الشركة الحديثة والملكية الخاصة»(1932، ماكميلان) لا يزال لها تأثير عميق على مفهوم حوكمة الشركات في المناقشات العلمية اليوم.
ومن مدرسة شيكاغو الاقتصادية، رونالد كوس 'ق«طبيعة وطيد»(1937) عرض فكرة تكاليف المعاملات في فهم لماذا يتم تأسيس الشركات، وكيف أنها لا تزال تتصرف. وبعد خمسون عاما، رسخ يوجين فاما ومايكل جنسن 'ق«فكرة الفصل بين الملكية والسيطرة»(1983، مجلة القانون والاقتصاد) ونظرية الوكالة كوسيلة لفهم حوكمة الشركات: الشركة تعتبر سلسلة من العقود. وهيمنت نظرية الوكالة وسلط الضوء في المادة 1989 من قبل كاثلين أيزينهارت (وكالة «نظرية: التقييمي والاستعراض»، مراجعة أكاديمية الإدارة).
وتوسعت الولايات المتحدة بعد الحرب العالمية الثانية من خلال بروز دور الشركات متعددة الجنسيات وشهدت إنشاء الطبقة الإدارية. وتبعا لذلك، نشر أساتذة مدرسة هارفارد للأعمال إدارة دراسات مؤثرة: [[ملس الصولجان|MyLEs MacE]] (المشاريع)، ألفرد شاندلر جونيور (الأعمال التاريخ)، جاي ماولبرون (السلوك التنظيمي) واليزابيث MacIvEr (السلوك التنظيمي). وفقا لماولبرون وMacIvEr «السيطرة على العديد من الشركات الكبير المهيمنة على الشؤون التجارية من دون محاسبة أو مراقبة كافية من قبل مجلس الإدارة».
ومنذ اواخر عام 1970، وحوكمة الشركات كانت موضع نقاش كبير في الولايات المتحدة وحول العالم. وبذلت جهود واسعة النطاق لإصلاح الحوكمة، وراعت احتياجات ورغبات المساهمين في ممارسة حقوقهم في ملكية الشركات وزيادة قيمة أسهمها، وبالتالي، ثروتها. وعلى مدى العقود الثلاثة الماضية، توسعت واجبات مديري الشركات واجبات بشكل كبير خارج نطاق المسؤولية القانونية التقليدية من واجب الولاء للمؤسسة ومساهميها.
وفي النصف الأول من 1990، لقيت مسألة إدارة الشركات في الولايات المتحدة انتباه كبير من الصحافة بسبب طرد الرئيس التنفيذي لشركة آي بي إم، وكوداك، وهانيويل) بواسطة مجالسها. وفي [[كالبيرس (صندوق سيادي)|مجلس ولاية كاليفورنيا لموظفي الخدمة العامة 'نظام التقاعد (CaLPERS)]] أدت موجة من النشاط المؤسسي للمساهمين، باعتبارها وسيلة لضمان أن قيمة الشركات لن يدمرها العلاقات الحميمة بين الرئيس التنفيذي ومجلس الإدارة الإدارة (على سبيل المثال، عن طريق إصدار غير المقيد للخيارات الأسهم، وليس من النادر العودة بتاريخ سابق).
وفي عام 1997، آثرت الأزمة المالية الآسيوية على اقتصادات تايلاند، اندونيسيا ، كوريا الجنوبية ، ماليزيا والفلبين وتضررت من خروج رأس المال الأجنبي بعد انهيار أصول الملكية. وأبرز نقاط الضعف في هذه البلدان عدم وجود آليات لحوكمة الشركات في المؤسسات في اقتصاداتها.
وفي وقت مبكر 2000، أدت الإفلاسات الهائلة (والمخالفات الجنائية) من شركة انرون وورلدكوم، وكذلك انكسار شركات، مثل ، أمريكا أون لاين، شركة آرثر أندرسن، غلوبال كروسينغ، تايكو، إلى زيادة حقوق المساهمين والاهتمام بحوكمة الشركات في إدارة الشركات. وانعكس هذا في تمرير قانون ساربانيس أوكسلي لعام 2002. 

### تأثير حوكمة الشركات
الأثر الإيجابي لإدارة الشركات على مختلف أصحاب المصلحة هو تقوية الاقتصاد، وبالتالي الإدارة السليمة للشركات هي أداة من أجل التنمية الاقتصادية والاجتماعية.

### دور المستثمرين المؤسسيين
قبل سنوات عديدة، في جميع أنحاء العالم، كان المشترين والبائعين لأسهم الشركات من المستثمرين، رجال الأعمال الأثرياء أو العائلات، الذين غالبا ما كان لها مصلحة راسخة شخصية في أسهم الشركات التي يملكونها. وبمرور الوقت، اكتسبت الأسواق إلى حد كبير الطابع المؤسسي : (مثل صندوق المعاشات التقاعدية، صناديق الاستثمار المشترك، صناديق التحوط، صناديق التداول، مجموعات المستثمرين الآخرين، شركات التأمين، المصارف، السماسرة، وغيرها من المؤسسات المالية.
وجلب صعود المستثمر المؤسسي معه بعض الزيادة في العناية المهنية التي كانت تميل إلى تحسين تنظيم سوق الأوراق المالية (ولكن ليس بالضرورة في مصلحة صغار المستثمرين أو حتى المؤسسات الصغيرة، التي يوجد منها الكثير). علما بأن هذه العملية وقعت بالتزامن مع نمو الاستثمار المباشر للأفراد بشكل غير مباشر في السوق (على سبيل المثال ضاعف الأفراد مرتين من مقدار من الأموال في صناديق الاستثمار المشترك، كما يفعلون في الحسابات المصرفية). لكن هذا النمو حدث في المقام الأول عن طريق تسليم الأفراد أموالهم إلى 'المهنيين لإدارتها، مثل صناديق الاستثمار المشترك. وبهذه الطريقة، فإن غالبية الاستثمارات توصف الآن بأنها «الاستثمار المؤسسي» على الرغم من أن الأغلبية الساحقة من هذه الأموال لصالح المستثمرين الأفراد.
ويعتبر برنامج التداول، هو السمة المميزة للتداولات المؤسسية، وبلغ ما يزيد على 80 ٪ من التداولات في بورصة نيويورك في بعض الأشهر من عام 2007.  وعلاوة على ذلك، فإن هذه الإحصاءات لا تكشف عن المدى الكامل لهذه الممارسة، وذلك بسبب ما يسمى 'جبل الجليد'. SEE QUantity and dispLay instrUctions UndEr Last rEfErEncE.)
وللأسف، كان هناك فواصل متزامنة في الرقابة على الشركات الكبيرة، التي أصبحت الآن مملوكة في معظمها لمؤسسات كبيرة. ومجلس إدارة الشركات الكبيرة المستخدمة يتم اختيارها من قبل المساهمين الرئيسيين، وكذلك الاستثمارات النقدية في الشركة (فورد)، ويراقب المجلس الشركة والمسؤولين التنفيذيين الرئيسيين (وهم عادة ما يكونوا مستأجرين، ويطلق الرئيس، أو الرئيس التنفيذي—المدير التنفيذي).
وكشفت دراسة اجراها بنك كريدي سويس وجدت أن الشركات التي «سمحت للمؤسسين بالاحتفاظ بحصة تزيد على 10 ٪ من رأس مال الشركة، تتمتع بأداء متفوق أكثر من الشركات القطاعية المعنية.» ومنذ عام 1996، فإن هذه المبالغ الأداء تفوق نسبة 8 ٪ سنويا.  "Look bEyond Six Sigma and thE LatEst tEchnoLogy fad. OnE of thE biggEst stratEgic advantagEs a company can havE, [BUsinEssWEEk has foUnd], is bLood LinEs."  In that Last stUdy, "BW idEntifiEd fivE kEy ingrEdiEnts that contribUtE to sUpErior pErformancE. Not aLL arE qUaLitiEs UniqUE to EntErprisEs with rEtainEd famiLy intErEsts. BUt thEy do go far to ExpLain why it hELps to havE somEonE at thE hELm— or activE bEhind thE scEnEs— who has morE than a mErE paychEck and thE prospEct of a cozy rEtirEmEnt at stakE." SEE aLso, "REvoLt in thE Boardroom," by ALan MUrray '
وفي هذه الأيام، إذا كانت المؤسسات لا تحب ما يفعله الرئيس / الرئيس التنفيذي لشركة، فإنها ببساطة يمكن أن تعزل المجلس الذي اختاره الرئيس / المدير التنفيذي، ويمكن أن تتكون أساسا من اصدقائه ومساعديه، مثل موظفي الشركة أو زملاء العمل. ونادرا ما يعترض، الرئيس / المدير التنفيذي وعموما يأخذ رئيس المجلس الموقف نفسه (وهو ما يجعل الامور أكثر صعوبة لاصحاب المؤسسات في ابعاده). أحيانا، ولكن نادرا، ودعم المستثمرين المساهمين قرارات بشأن مسائل مثل رواتب المدراء التنفيذيين والمضادة للاستيلاء، ويعرف أيضا باسم «حبة السم» التدابير.
أخيرا، في مجمعات أكبر من الأموال المستثمرة (مثل صناديق الاستثمار المشترك 'فانجارد 500'، أو أكبر شركة إدارة الاستثمار للشركات، ستيت ستريت كورب) مصممة ببساطة للاستثمار في عدد كبير جدا من شركات مختلفة مع سيولة كافية، تستند إلى فكرة أن هذه الاستراتيجية سوف بشكل كبير في التخلص الفردية الشركة مخاطر مالية أو غيرها، وبالتالي، حتى هؤلاء المستثمرين قد يكون أقل اهتماما في شركة معينة في الحكم.
منذ صعود ملحوظ في استخدام المعاملات الإنترنت من 1990s، على المستويين الفردي والمهني المستثمرين في الأوراق المالية في مختلف أنحاء العالم قد برزت بوصفها نوعا جديدا من إمكانات كبيرة (قصيرة الأجل) في امتلاك القوة المباشرة أو غير المباشرة في الشركات والأسواق: مشارك عارضة. حتى لشراء حصة الفرد في أي شركة واحدة يقلل من قبل المستثمرين الأفراد، وبيع المشتقات (على سبيل المثال، تبادل المتداولة صندوق ق (صناديق الاستثمار المتداولة)، سوق الأسهم خيارات مؤشر ، الخ) قد ارتفع. لذلك، فإن مصالح معظم المستثمرين أصبحوا الآن بشكل متزايد نادرا ما ترتبط حظوظ الشركات الفردية.
ولكن، ملكية أسهم في الأسواق في جميع أنحاء العالم يتغير، فعلى سبيل المثال، فإن الأغلبية من أسهم الشركة في السوق اليابانية التي عقدت من قبل الشركات المالية والشركات الصناعية (هناك كمية كبيرة ومتعمدة  عبر عقد] بين الشركات [[kEirEtsU]] اليابانية وفي غضون S. تشايبول الكورية 'المجموعات')  ، في حين أن الأسهم في الولايات المتحدة أو المملكة المتحدة وأوروبا هي أكثر من ذلك بكثير على نطاق واسع التي تملكها، وغالبا ما زال كبيرا من قبل المستثمرين الأفراد.

## هيئات حوكمة الشركات
الأطراف المشاركة في إدارة الشركات تشمل الهيئة الرقابية (مثل الرئيس التنفيذي، ومجلس الإدارة، الإدارة، المساهمين ليالي والحسابات). أصحاب المصلحة الآخرون الذين يشاركون تشمل الموردين والموظفين والدائنين والعملاء والمجتمع ككل.
في الشركات، وحقوق المساهمين المندوبين قرار لمدير العمل الرئيسية في المصالح الفضلى. هذا الفصل بين الملكية والسيطرة يعني فقدان السيطرة الفعالة من قبل المساهمين على القرارات الإدارية. جزئيا نتيجة لهذا الانفصال بين الطرفين، ووضع نظام للضوابط حوكمة الشركات المنفذة للمساعدة في التوفيق بين الحوافز للمديرين مع أولئك المساهمين. مع الزيادة الكبيرة في ملكية أسهم المستثمرين، وكان هناك فرصة لعكس اتجاه الفصل بين الملكية والسيطرة بسبب مشاكل ملكية ليست منتشرة.
ويلعب مجلس الإدارة في كثير من الأحيان دورا رئيسيا في إدارة الشركات. فتقع على عاتقهم مسؤولية الموافقة على إستراتيجية المنظمة، ووضع سياسة ذات اتجاهين، وتعيين ومراقبة ودفع أجور كبار المديرين التنفيذيين ولضمان المساءلة في المنظمة إلى أصحابها والسلطات.
وأمين الشركة، المعروفة باسم الأمين الشركات في الولايات المتحدة، وغالبا ما يشار إلى الأمين تشارترد إذا المؤهلين من قبل معهد تشارترد الأمناء والمسؤولين (ICSA)، هو مهنية رفيعة المستوى الذي تدرب على التمسك بأعلى معايير حوكمة الشركات، وعمليات فعالة والامتثال والإدارة.
جميع الأطراف في إدارة الشركات لديها مصلحة، سواء كانت مباشرة أو غير مباشرة، في الأداء الفعلي للمنظمة. المديرين والعاملين في مجال إدارة ويحصلون على رواتب ومزايا وسمعته، في حين تتلقى العائد على رأس المال المساهمين. للعملاء الحصول على السلع والخدمات ؛ الموردين الحصول على تعويض عن سلعها أو خدماتها. في عودة هؤلاء الأفراد تقديم القيمة في شكل الطبيعية والبشرية والاجتماعية وغيرها من أشكال رأس المال.
وهناك عامل أساسي هو الفرد في قرار المشاركة في منظمة على سبيل المثال عن طريق توفير رأس المال المالي وثقة بأنهم لن يحصلوا على حصة عادلة من عائدات التنظيمية. إذا كان بعض الأحزاب ويتلقى أكثر من عودتهم عادلة ثم يمكن للمشاركين اختيار عدم الاستمرار في المشاركة مما يؤدي إلى انهيار التنظيمية.

## المبادئ
مبادئ حوكمة الشركات هي:
- حماية حقوق حملة الاسهم.
- معاملة عادلة لحملة الاسهم
- حماية دور اصحاب المصالح.
- الإفصاح والشفافية الكاملة.
- تحقيق عدالة مسئوليات مجلس الإدارة

والقضايا التي تحيط بمبادئ حوكمة الشركات هي:
- الضوابط الداخلية، والمدققين الداخليين
- استقلال كيان مراجعي الحسابات الخارجيين وجودة ما تقدمه من عمليات مراجعة الحسابات
- الرقابة وإدارة المخاطر
- الإشراف على إعداد البيانات المالية للكيان
- استعراض ترتيبات التعويض لكبير الموظفين التنفيذيين وغيرهم من كبار المسؤولين التنفيذيين
- الموارد المتاحة للمديرين في أداء واجباتهم
- الطريقة التي يتم ترشيح الأفراد لشغل مناصب في المجلس
- سياسة توزيع أرباح

وعلى الرغم من«حوكمة الشركات» فهناك بعض المحاولات الضعيفة من مختلف الجهات، لا تزال غامضة، وغالبا ما يساء فهم هذه العبارة. واقتصرت فقط لبعذ الوقت على إدارة الشركات. ولكن الأمر ليس كذلكفهو شيء أوسع بكثير، لأنها يجب أن تتضمن إدارة عادلة وفعالة وشفافة، وتسعى جاهدة لتلبية معينة محددة جيدا، واهداف مكتوبة. ويجب أن تتجاوز حوكمة الشركات القانون. فالكمية ونوعية ووتيرة الكشف عن البيانات المالية والإدارية، ودرجة ومدى ممارسة مسؤوليات المجلس تنفيذي (مجلس الإدارة) ظها (إلى حد كبير على الالتزام الأخلاقي)، والتزام لإدارة لهذه المنظمة يجب أن تتطور باستمرار نتيجة لتفاعل عوامل عديدة، والأدوار التي تقوم بها هي أكثر تقدمية كعناصر مسؤولة في قطاع الشركات. وفي الهند، فإن ما سبق هو مطلب عاجل لتطوير قواعد الممارسات الجيدة من جانب الشركة. [بحاجة لمصدر]

## الآليات والضوابط
تهدف آليات حوكمة الشركات والضوابط إلى التقليل من أوجه القصور التي تنشأ عن المخاطر الأخلاقية وسوء الاختيار. على سبيل المثال، لرصد سلوك المديرين، يقوم طرف ثالث مستقل (المدقق الخارجي) بمراقبة دقة المعلومات التي تقدمها الإدارة للمستثمرين. وينبغي أن ينظم نظام المراقبة المثالى كل من الدوافع والقدرات.

### الآليات الداخلية لحوكمة الشركات
الضوابط الداخلية لحوكمة الشركات ومن ثم رصد أنشطة اتخاذ إجراءات تصحيحية لتحقيق الأهداف التنظيمية. ومن الأمثلة على ذلك :
- رصد من جانب مجلس الإدارة : مجلس الإدارة، بما لها من سلطة قانونية للتوظيف انهاء الخدمات/الفصل ومكافأة الإدارة العليا، والضمانات لرأس المال المستثمر. اجتماعات المجلس العادية تسمح المشاكل المحتملة في تحديد هويتهم، ونوقشت تجنبها. بينما المديرين غير التنفيذيين ويعتقد أن أكثر استقلالا، فإنها قد لا تؤدي دائما في الحكم أكثر فعالية الشركات وربما لا تزيد الأداء.[9] مجلس هياكل مختلفة هي الأمثل بالنسبة للشركات المختلفة. وعلاوة على ذلك، فإن قدرة المجلس على رصد المديرين التنفيذيين للشركة هو وظيفة من قدرتها على الوصول إلى المعلومات. المديرون التنفيذيون امتلاك المعرفة المتفوقة في عملية صنع القرار، وبالتالي تقييم الإدارة العليا على أساس جودة القرارات التي تؤدي إلى نتائج الأداء المالي، قبل وقوعها. ويمكن القول، إذن، أن ننظر إلى أبعد من المديرين التنفيذيين للمعايير المالية.
- إجراءات الرقابة الداخلية ومراجعي الحسابات الداخلية : إجراءات المراقبة الداخلية والسياسات التي تنفذها كيان مجلس إدارة، لجنة مراجعة الحسابات، والإدارة، وغيرهم من الموظفين لتقديم ضمانات معقولة للكيان تحقيق أهدافها المتعلقة بالتقارير المالية الموثوقة والكفاءة التشغيلية، والامتثال القوانين واللوائح. مراجعي الحسابات الداخلية والموظفين داخل المنظمة الذين اختبار تصميم وتنفيذ الكيان إجراءات الرقابة الداخلية ومدى إمكانية التعويل على التقارير المالية.
- ميزان القوى : إن أبسط توازن القوى هو شائع جدا ؛ أن تشترط على الرئيس أن يكون شخص آخر من وزير الخزانة. هذا التطبيق من الفصل بين السلطة هو مزيد من التطوير في الشركات التي تعاني من انقسامات منفصلة تحقق التوازن وإجراءات بعضها بعضا. مجموعة واحدة أن تقترح الشركة على صعيد التغييرات الإدارية، واستعراض آخر المجموعة، ويمكن أن تستخدم حق النقض ضد التغيرات، وثالث المجموعة التي تحقق مصالح الناس (العملاء والمساهمين والموظفين) خارج المجموعات الثلاث لم تتحقق.
- الأجر : الأجر على أساس الأداء تم تصميمه للربط بين بعض نسبة من الراتب إلى الأداء الفردي. قد يكون في شكل نقدي أو المدفوعات غير النقدية مثل حصة ليالي وحصة الخيار ق، التقاعد أو غيرها من الاستحقاقات. مخططات حوافز من هذا القبيل، ومع ذلك، فإن رد الفعل بمعنى أنها لا توفر أية آلية لمنع الأخطاء أو السلوك الانتهازي، ويمكن الحصول على سلوك يتسم بقصر النظر.

### ضوابط حوكمة الشركات الخارجية
ضوابط الحوكمة الخارجية تشمل أصحاب المصلحة الخارجيين ممارسة الرقابة على التنظيم. ومن الأمثلة على ذلك :
- المنافسة
- العهود -الديون
- الطلب على المعلومات وتقييم الأداء (ولا سيما البيانات المالية)
- اللوائح الحكومية
- الإدارية سوق العمل
- الضغط الاعلامي
- الاستحواذ

## دور المحاسب
تعتبر التقارير المالية عنصرا هاما وحاسما من العناصر اللازمة لنظام إدارة الشركات إلى تمكن من العمل بفعالية. [بحاجة لمصدر] فالمحاسب ومدقق الحسابات هما المصدران الرئيسيان لتوفير المعلومات للمشاركين في سوق رأس المال. وينبغي أن يكون لإدارة الشركة الحق في إدارة إعداد المعلومات المالية في الامتثال للالتزامات القانونية والأخلاقية، والاعتماد على المدققين المختصين.
وتسمح الممارسات المحاسبية الحالية بدرجة من اختيار الطريقة في تحديد طريقة القياس، ومعايير الاعتراف بها، بل وحتى على تعريف للكيان المحاسبة. ممارسة هذا الخيار لتحسين الأداء واضح (المعروف شعبيا المحاسبة الإبداعية) يفرض تكاليف إضافية على معلومات المستخدمين. في الحالات القصوى، يمكن أن تنطوي على عدم الإفصاح عن المعلومات.
مجال واحد للقلق هو ما إذا كانت المحاسبة أعمال الشركة على حد سواء مراجع الحسابات المستقل والمستشار الإداري للشركة هم التدقيق. هذا قد يؤدي إلى تضارب في المصالح التي تجعل من سلامة التقارير المالية في شك نتيجة لضغوط العميل لاسترضاء الإدارة. قوة العميل الشركات لبدء وإنهاء خدمات الاستشارات الإدارية، وبصفة أساسية، لتحديد واستبعاد شركات المحاسبة يتناقض مع مفهوم مراجع حسابات مستقل. التغييرات التي سنت في الولايات المتحدة في شكل قانون ساربانيس أوكسلي (ردا على حالة شركة إنرون على النحو المبين أدناه) تحظر على شركات المحاسبة من تقديم كل من خدمات التدقيق والاستشارات الإدارية. وهناك أحكام مماثلة في مكان تحت بند 49 من SEBI قانون في الهند.
انهيار شركة انرون مثال على التقارير المالية المضللة. انرون اخفت خسائر ضخمة عن طريق خلق أوهام بأن طرفا ثالثا كان تعاقديا ملزما بدفع مبلغ لأية خسائر. ومع ذلك، فإن الطرف الثالث هو كيان في شركة انرون التي كان لها حصة كبيرة الاقتصادية. في مناقشات مع الممارسات المحاسبية آرثر أندرسن، الشريك المسؤول عن مراجعة الحسابات، والآراء التي من المحتم أن يؤدي إلى العميل السائدة.
ومع ذلك، وحسن إعداد التقارير المالية ليست شرطا كافيا لفعالية الحوكمة إذا المستخدمين لا عملية، أو إذا كان المستخدم على علم غير قادر على ممارسة دور الرصد نظرا لارتفاع التكاليف (انظر المشاكل الجهازية حوكمة الشركات أعلاه). [بحاجة لمصدر]

## التنظيم

### القواعد مقابل المبادئ
عادة ما تكون القواعد أبسط من المبادئ في رسم خط واضح بين السلوك المقبول وغير المقبول. وتركز قواعد الحد من السلطة التقديرية أيضا على جزء من فرادى المديرين أو مدققي الحسابات.
ويمكن أن تكون قواعد الممارسة أكثر تعقيدا من المبادئ. لأنها قد تكون غير مجهزة للتعامل مع أنواع جديدة من المعاملات التي لا يشملها القانون. وعلاوة على ذلك، حتى لو يتم اتباع قواعد واضحة، يمكن للمرء لا تزال تجد وسيلة للتحايل على الغرض الأساسي—وهذا هو أصعب من تحقيق واحد إذا كان لا بد من مبدأ أوسع نطاقا.
وتعتبر المبادئ من ناحية أخرى هو شكل من أشكال التنظيم الذاتي. في انها تسمح للقطاع لتحديد ما هي المعايير المقبولة وغير المقبولة. كما أنها تجهض الكثر من التشريعات التي قد لا تكون عملية.

### الإنفاذ
الإنفاذ يمكن أن يؤثر على المصداقية الشاملة للنظام التنظيمي. كلاهما ردع العناصر السيئة ومستوى التنافسية في ميدان اللعب. ومع ذلك، فزيادة الرقابة ليس دائما هي الأفضل، لانها يكمن أن تضعف قيمة أخذ المخاطر. في الممارسة العملية، فإن هذه النظرية هي إلى حد كبير مخلافا لخطر حقيقي.

### العمل والبعد عن الالتزام
تعتبر مهمة "EnLightEnEd boards " المساعدة في إدارة وقيادة الشركة. وهم أكثر عرضة ليكونوا الداعمين لفريق الإدارة العليا. لأن مديري المستنير نعتقد بقوة أن من واجبهم في إقحام نفسها في تحليل لكيفية الفكرية
الشركة يجب أن نمضي قدما نحو المستقبل، أكثر من مرة، لوحة المستنير هو الانحياز بشأن القضايا الهامة للغاية التي تواجه الشركة.
على عكس لوحات تقليدية، ومجالس المستنير لا يشعرون يعوقها القواعد والأنظمة المعمول بها في قانون ساربانيس أوكسلي. على عكس لوحات القياسية التي تهدف إلى الامتثال للأنظمة، ومجالس المستنير الصدد الامتثال لهذه القواعد هي مجرد خط الأساس بالنسبة لأداء المجلس. مدراء المستنير تتجاوز بكثير مجرد الوفاء بمتطلبات على المرجعية. انهم لا يحتاجون ساربانيس أوكسلي لولاية التي تحمي القيم والأخلاق، أو مراقبة الأداء التنفيذي.
في الوقت نفسه، ومديري المستنير نعترف أنه ليس من دورها في المشاركة في اليوم إلى العمليات اليومية للشركة. انهم قدوة يحتذى بها. عموما، ابرز ما يميز المستنير المخرجين من المخرجين التقليدية والمعيار هو الالتزام عاطفي انهم يشعرون على المشاركة في يوم لتحديات اليوم ووضع الاستراتيجيات للشركة. ويمكن لوحات المستنير يمكن العثور عليها في كبيرة جدا، والشركات المعقدة، وكذلك الشركات الصغيرة.

## نماذج إدارة الشركات في جميع أنحاء العالم
على الرغم من أن النموذج الأمريكي لحوكمة الشركات هو الأكثر شهرة، هناك تباين كبير في نماذج إدارة الشركات في جميع أنحاء العالم. هياكل مساهمة intricatEd من [[kEirEtsU]] ليالي في اليابان، والوجود المكثف للبنوك في أسهم الشركات الألمانية  ، [[تشايبول|وchaEboL]] ق في كوريا الجنوبية وغيرها الكثير من الأمثلة على الترتيبات التي تحاول أن تستجيب لتحديات إدارة الشركات نفسها كما هو الحال في الولايات المتحدة.
في الولايات المتحدة، فإن المشكلة الرئيسية تكمن في تضارب في المصالح بين منتشرة على نطاق واسع من المساهمين والمديرين القوية. في أوروبا، والمشكلة الرئيسية هي أن ملكية التصويت محكم من قبل الأسر التي عقدت من خلال ملكية الأسهم والهرمية المزدوجة (التصويت وليس له حق التصويت). هذا يمكن ان يؤدي إلى «التعامل الذاتي»، حيث أسر السيطرة لصالح الشركات التابعة التي لديهم أعلى حقوق التدفق النقدي.

### النموذج الأنجلو أمريكي
هناك العديد من النماذج المختلفة لإدارة الشركات في جميع أنحاء العالم. هذه تختلف وفقا لمجموعة متنوعة من الرأسمالية التي هي جزء لا يتجزأ. والنموذج الليبرالي الذي هو شائع في البلدان الأنجلو أمريكية يميل إلى إعطاء الأولوية لمصالح المساهمين. نموذج منسقة أن يجد المرء في أوروبا القارية واليابان تعترف أيضا على مصالح العمال، والمديرين والموردين والعملاء والمجتمع. كل نموذج لديها ميزة تنافسية متميزة. والنموذج الليبرالي للحوكمة الشركات تشجع الابتكار الجذري والمنافسة من حيث التكلفة، في حين أن النموذج المنسق لحوكمة الشركات يسهل الابتكار والمنافسة المتزايدة الجودة. ومع ذلك، هناك اختلافات هامة بين نهج الولايات المتحدة مؤخرا لقضايا الحكم وبين ما حدث في المملكة المتحدة. في الولايات المتحدة، وهي شركة تخضع لمجلس الإدارة، والذي لديه القدرة على اختيار موظف تنفيذي، والذي يعرف عادة المسؤول التنفيذي. الرئيس التنفيذي لسلطة واسعة لإدارة الشركة على أساس يومي، لكنه يحتاج للحصول على موافقة المجلس لاتخاذ إجراءات رئيسية معينة، مثل استئجار حالته المرؤوسين على الفور، في جمع الأموال، والحصول على شركة أخرى، والتوسعات الرأسمالية الكبرى، أو غيرها من مشاريع مكلفة. ومن المهام الأخرى للمجلس ويمكن أن تشمل وضع السياسات وصنع القرار، ورصد أداء الإدارة، أو السيطرة على الشركات.
مجلس الإدارة هو تحديد أبعاده من قبل، ومسؤولة أمام المساهمين ليالي، ولكن اللائحة ليالي العديد من الشركات تجعل من الصعب للجميع ولكن أكبر المساهمين أن يكون له أي تأثير على تركيبة المجلس، عادة، على المساهمين من الأفراد لا عرضت اختيار المرشحين للمجلس أن يختار من بينها، بل هي مجرد طلب بالموافقة الروتينية للمرشحين لمجلس الجلوس. حافز مناوئ ليالي عمت العديد من مجالس إدارات الشركات في العالم المتقدم، مع أعضاء المجلس يدينون بالولاء لرئيس السلطة التنفيذية في تصرفاتها كانت معدة للاشراف. بشكل متكرر، وأعضاء مجالس الإدارة وكبار المديرين التنفيذيين من الشركات الأخرى، والتي بعضها <rEf namE="footnotE_1"> {{WEbarchivE|UrL=https://wEb.archivE.org/wEb/20180104191617/http://www.thEyrULE.nEt/ |datE=04 يناير 2018}}</ref> انظر وجود تضارب في المصالح.

## القواعد والمبادئ التوجيهية
مبادئ حوكمة الشركات وقوانين وضعت في بلدان مختلفة، وصدر من البورصات والشركات والمستثمرين من المؤسسات، أو الجمعيات (معاهد) من المديرين وبدعم من الحكومات والمنظمات الدولية. كقاعدة عامة، والامتثال لهذه التوصيات الحكم لا يجيزه القانون، على الرغم من الرموز المرتبطة [[Listing rEqUirEmEnts|متطلبات]] سوق الأوراق المالية القائمة قد يكون له أثر القسرية.
على سبيل المثال، الشركات المدرجة في سوق لندن وتورنتو للأوراق المالية رسميا ضرورة عدم اتباع توصيات لقوانينها الوطنية الخاصة بها. ومع ذلك، فإنها يجب أن تكشف عما إذا كانت متابعة التوصيات الواردة في تلك الوثائق، وحيثما لا، ينبغي أن تقدم توضيحات بشأن الممارسات المتباينة. متطلبات الإفصاح وهذه ممارسة ضغوط كبيرة على الشركات المدرجة في البورصة من أجل الامتثال.
في الولايات المتحدة، والشركات هي في المقام الأول التي تنظمها الدولة التي كانت تضم على الرغم من أنها هي أيضا التي تنظمها الحكومة الاتحادية، وإذا كان هم الجمهور، من قبل البورصة. أكبر عدد من الشركات التي تأسست في ديلاوير، بما في ذلك أكثر من نصف ال 500. هذا ومن المقرر أن ولاية ديلاوير في الأعمال التجارية عموما الشركات الصديقة للبيئة قانونية وجود محكمة الولاية مخصص فقط للقضايا التجارية  نسخة محفوظة 21 أبريل 2005 على موقع واي باك مشين.
معظم الدول 'قانون الشركات تتبع عموما رابطة المحامين الأمريكية  بينما ديلاوير لا يتبع القانون، فإنها لا تزال تعتبر أحكامها ديلاوير والعديد من القضاة البارزين، بما في ذلك ولاية ديلاوير السابق رئيس المحكمة العليا القاضي  المشاركة في لجان أبا.
إحدى المسائل التي أثيرت منذ قرار ديزني  في عام 2005 هي الدرجة التي شركات إدارة مسؤولياتها الحكم، وبعبارة أخرى، هل هم مجرد محاولة ليحل محل العتبة القانونية، أو ينبغي لها أن تضع مبادئ توجيهية الحكم أن تصعد إلى مستوى أفضل الممارسات. على سبيل المثال، المبادئ التوجيهية الصادرة عن جمعيات الإدارة (أنظر القسم 3 أعلاه)، ومديري الشركات والشركات الفردية تميل إلى أن تكون طوعية كليا. على سبيل المثال، وجنرال موتورز المجلس تعكس المبادئ التوجيهية للجهود الشركة لتحسين القدرة على الحكم بمفرده. وهذه الوثائق، ومع ذلك، قد يكون له أثر مضاعف على نطاق أوسع مما دفع شركات أخرى لاعتماد وثائق مماثلة ومعايير لأفضل الممارسات.
واحدة من المبادئ التوجيهية الأكثر نفوذا تم في عام 1999 منظمة التعاون والتنمية مبادئ حوكمة الشركات. كان هذا المعدل في عام 2004. منظمة التعاون والتنمية ما زال مؤيدا للمبادئ حوكمة الشركات في جميع أنحاء العالم.
بناء على أعمال منظمة التعاون والتنمية، وغيرها من المنظمات الدولية والجمعيات والقطاع الخاص أكثر من 20 من رموز وطنية لحوكمة الشركات، والأمم المتحدة الفريق العامل الحكومي الدولي المعني بالمعايير الدولية للمحاسبة والإبلاغ) أنتجت  طوعية  هذا المتفق عليها دوليا  مؤشر يتكون من أكثر من البنود الخمسين الكشف متميزة عبر خمس فئات عريضة هي :
- المراجعة
- مجلس الإدارة والهيكل الإداري وعملية
- مسؤولية الشركات والامتثال
- المالية والشفافية والإفصاح عن المعلومات
- هيكل الملكية وممارسة الحقوق السيطرة

مجلس الأعمال العالمي للتنمية المستدامة مجلس الأعمال التجارية العالمي لم تفعل عمل حول حوكمة الشركات، لا سيما على ، في عام 2004 وخلق  هذه الوثيقة تهدف إلى توفير معلومات عامة مبكرة «شوت» للمناظر الطبيعية ومنظور من الجمعيات think-tank/profEssionaL على رموز رئيسية قليلة، والمعايير والأطر ذات الصلة بجدول أعمال الاستدامة.

## هياكل الملكية
هياكل ملكية يشير إلى أنماط مختلفة من المساهمين والتي يبدو أن إعداد فيما يخص مجموعة معينة من الشركات. وإنما هي أداة تستخدم بشكل متكرر من قبل راسمي السياسات والباحثين في تحليلاتهم لحوكمة الشركات داخل أي بلد أو مجموعة من رجال الأعمال.
عموما، هياكل الملكية يتم تحديدها عن طريق استخدام بعض التدابير يمكن ملاحظتها من تركيز ملكية (أي نسب تركيز) ثم رسم تخطيطي يظهر في التمثيل البصري. الفكرة الكامنة وراء مفهوم هياكل الملكية هو أن نكون قادرين على فهم الطريقة التي تتفاعل مع حملة الأسهم والشركات، كلما كان ذلك ممكنا، لتحديد المالك النهائي لمجموعة معينة من الشركات. بعض الأمثلة على هياكل الملكية وتشمل الأهرامات والحيازات العابرة للسهم، وخواتم، والشبكات.

## حوكمة الشركات وأداء الشركات
في 'المستثمر العالمي استطلاع الرأي' من أكثر من 200 من المستثمرين من المؤسسات الأولى التي أجريت عام 2000 وتحديثها في العام 2002، شركة ماكينزي وجدت أن 80 ٪ من المستطلعين أن دفع علاوة للشركات ذات الحكم الجيد. انها حددت شركة محكومة بطريقة جيدة واحدة التي كانت في معظمها خارج مديري الجانب، الذي لم يكن له علاقات الإدارة، وتعهدت تقييم رسمي لمديريها، وكان يستجيب لالمستثمرين طلبات الحصول على معلومات بشأن قضايا الحكم. حجم الأقساط متنوعة من السوق، من 11 ٪ للشركات الكندية لحوالي 40 ٪ بالنسبة للشركات، حيث كان على خلفية تنظيمية معينة لا يقل عن (تلك الموجودة في المغرب، مصر وروسيا).
وهناك دراسات أخرى ربطت بين تصورات واسعة من نوعية متفوقة على الشركات أداء سعر السهم. في دراسة لمدة خمس سنوات العوائد المتراكمة لمجلة فورتشن 'ق مسح' الأكثر اثارة للإعجاب في الشركات، AntUnovich وآخرون. وجدت أن تلك «الأكثر اثارة للإعجاب» كان متوسط عائد قدره 125 ٪، في حين أن 'لا يقل عن اعجاب' شركات عاد 80 ٪. في دراسة منفصلة بيزنس ويك جند المستثمرين من المؤسسات و'الخبراء للمساعدة في التفريق بين المجالس مع الحكم الصالح والطالح، ووجدت أن الشركات التي لديها أعلى المراتب كان أعلى العوائد المالية.
من ناحية أخرى، والبحث في العلاقة بين ضوابط محددة لإدارة الشركات وأداء الشركة كان مختلطا وغالبا ما تكون ضعيفة. الأمثلة التالية توضح ذلك.

### تركيبة المجلس
بعض الباحثين وجدوا دعما للعلاقة بين تواتر الاجتماعات والربحية. آخرون وجود علاقة سلبية بين نسبة المديرين الخارجيين وأداء الشركات، والبعض الآخر لم يجد العلاقة بين عضوية مجلس الخارجي والأداء. في الآونة الأخيرة ورقة بهجت والأسود وجدت أن أكثر الشركات التي لديها مجالس مستقلة لا أداء أفضل من غيرها من الشركات. فمن غير المرجح أن تشكيل مجلس إدارة له تأثير مباشر على أداء الشركات.

### نظم المكافآت
نتائج البحوث السابقة بشأن العلاقة بين أداء الشركات والتعويض التنفيذية قد فشلت في العثور على علاقات ثابتة وكبيرة بين المديرين التنفيذيين 'الأجور وأداء الشركات. انخفاض متوسط مستويات الأجور الانحياز الأداء لا يعني بالضرورة أن هذا الشكل من أشكال السيطرة الحكم هو عدم الكفاءة. ليست كل الشركات تجربة نفس مستويات الصراع وكالة، والخارجية، وأجهزة الرصد الداخلي قد تكون أكثر فعالية بالنسبة لبعض من أجل الآخرين.
بعض الباحثين وجدوا أن أكبر الرئيس التنفيذي لحوافز الأداء جاء من ملكية أسهم الشركة، في حين أن باحثين آخرين وجدوا أن العلاقة بين ملكية الأسهم وأداء الشركات يعتمد على مستوى الملكية. وتشير النتائج إلى أن الزيادات في ملكية أكثر من 20 ٪ إدارة سبب لتصبح أكثر رسوخا، وأقل رغبة في مصلحة المساهمين فيها.
يجادل البعض بأن أداء الشركة بشكل إيجابي المرتبطة خطط الخيار حصة وأن هذه الخطط مديري المباشر 'الطاقات وتوسيع آفاقهم نحو اتخاذ قرار على المدى الطويل، وليس على المدى القصير، أداء الشركة. بيد أن وجهة نظر تعرضت حوالي انتقادات كبيرة في أعقاب الفضائح الأمنية المختلفة بما في ذلك الحلقات المتبادلة توقيت الصندوق، وبوجه خاص، ويؤرخ للمنح الخيار كما هو موثق من جامعة أيوا الأكاديمية إريك كذب وافتراء وأفاد جيمس أرق وتشارلز ForELLE من وول ستريت جورنال.
حتى قبل أن تأثير سلبي على الرأي العام بسبب فضيحة يؤرخ لعام 2006، واستخدام الخيارات التي تواجه انتقادات مختلفة. وخاصة القوي والمستمر منذ فترة طويلة حجة المعنية التفاعل من الخيارات التنفيذية مع برامج إعادة شراء الأوراق المالية للشركات. العديد من السلطات (بما في ذلك مجلس الاحتياطى الفيدرالى الامريكى الاقتصاديين WEisbEnnEr) تحديد خيارات قد تكون استخدمت في حفل موسيقي مع إعادة شراء للاسهم بطريقة مخالفة لمصالح حملة الأسهم. جادل بأن هؤلاء الكتاب، في جزء منه، لاعادة شراء للاسهم الشركات الأمريكية ستاندرد آند بورز 500 شركة ارتفعت بمعدل 500 مليار دولار سنويا في أواخر عام 2006 بسبب تأثير من الخيارات. خلاصة وافية من الأعمال الأكاديمية على الخيار / قضية إعادة الشراء يتم تضمينها في الدراسة فضيحة من قبل كاتب  صدر في عام 2006.
مزيج من التغيرات المحاسبية وقضايا الحكم خيارات أدى إلى أن تصبح وسيلة أقل شعبية من الأجر وأن 2006 تقدما، ومختلف التطبيقات البديلة لعمليات إعادة الشراء على السطح لمواجهة هيمنة «السوق المفتوحة» عمليات إعادة الشراء نقدا باعتبارها الوسيلة المفضلة لتنفيذ خطة إعادة شراء الأسهم.